# Shraga Bar
Shraga Bar (hebräisch שרגא בר; * 24. März 1948 in Hofgeismar) ist ein ehemaliger israelischer Fußballspieler. Mit der Nationalmannschaft nahm er am olympischen Fußballturnier 1968 und an der Weltmeisterschaft 1970 in Mexiko teil.

## Karriere

### Vereine
Bar, aus der Jugend von Maccabi Netanja hervorgegangen, rückte zur Saison 1964/65 in die Erste Mannschaft auf, für die er bis Saisonende 1977/78 als Abwehrspieler in der Liga Leumit, der bis Saisonende 1998/99 seinerzeit höchsten Spielklasse, zum Einsatz kam. Während seiner Vereinszugehörigkeit gewann er mit seiner Mannschaft dreimal die Meisterschaft, zweimal den nationalen Supercup und einmal den nationalen Vereinspokal.
Seine Spielerkarriere ließ er bei Hapoel Ramat Gan mit der Saison 1978/79 in der zweiten Liga ausklingen.

### Nationalmannschaft
Bar bestritt in einem Zeitraum von fünf Jahren 27 Länderspiele für die A-Nationalmannschaft. Sein Debüt gab er am 10. September 1968 im Bloomfield-Stadion von Tel Aviv bei der 2:3-Niederlage im Freundschaftsspiel gegen die Nationalmannschaft Nordirlands.
1968 nahm er mit seiner Mannschaft am olympischen Fußballturnier in Mexiko teil. Er bestritt alle Spiele der Gruppe C und erzielte mit dem Treffer zum Endstand in der 85. Minute gegen die Nationalmannschaft El Salvadors im zweiten Gruppenspiel am 15. Oktober 1968 sein einziges Länderspieltor. Im Viertelfinale gegen die Nationalmannschaft Bulgariens wurde er ebenfalls eingesetzt. Die Begegnung endete trotz Verlängerung 1:1 unentschieden. Im Losentscheid durch Münzwurf schied er mit seiner Mannschaft aus dem Turnier aus. Ein Elfmeterschießen zur endgültigen Spielentscheidung war zu jener Zeit noch nicht vorgesehen.
Nachdem sich seine Mannschaft für die anstehende Weltmeisterschaft 1970 in der Qualifikation der Ozeanischen Zone in Gruppe B gegen die Nationalmannschaft Neuseelands hatte durchsetzen können (die Nationalmannschaft Nordkoreas wurde disqualifiziert) und auch im Finale gegen die Nationalmannschaft Australiens, den Sieger der Gruppe A, war sie erstmals für dieses fußballerische Großereignis qualifiziert. In der Gruppe 2 der Vorrunde Letztplatzierter, konnte er mit seiner Mannschaft gegen die Nationalmannschaften Schwedens und Italiens jeweils mit einem Remis Achtungserfolge erzielen.

## Erfolge
- Israelischer Meister 1971, 1974, 1978
- Israelischer Supercup-Sieger 1971, 1974
- Israelischer Pokal-Sieger 1978